# Mouvement littéraire
Ne doit pas être confondu avec genre littéraire.
Le terme mouvement littéraire ou courant littéraire désigne un ensemble d'auteurs et d’œuvres quelquefois réunis dans un manifeste. Un mouvement littéraire peut dans ce cas être désigné par le terme « école ».
L'histoire littéraire est définie par l'apparition de mouvements successifs qui réunissent les artistes et les écrivains autour d'un objectif commun du monde et de la littérature. Chaque mouvement s'inscrit dans un contexte historique particulier et s'affirme comme une rupture radicale avec les mouvements qui l'ont précédé.
Un courant littéraire se distingue d'un mouvement littéraire par son absence d'école, il présente cependant une unité esthétique et idéologique. 

## Définitions

### Définition
Un mouvement littéraire désigne un ensemble d'auteurs et d'œuvres présentant des caractéristiques communes permettant un travail de catégorisation. L'histoire littéraire est définie par l'apparition de mouvements successifs qui réunissent les artistes et les écrivains autour d'un objectif commun du monde et de la littérature. On peut citer l'exemple de l'Humanisme qui fait son apparition au XVIe siècle ou encore les « Lumières » au XVIIIe siècle.

### Étymologie
Le syntagme « mouvement littéraire » est attesté pour la première fois en 1825, d'après le Dictionnaire historique de la langue française. Le mot mouvement que nous connaissons vient, du moyen français mouvement, de l’ancien français movement (1190), du latin movimentum (« mouvement »)et est aussi issu du verbe latin movere (« remuer »). De plus, le mot littéraire est issu du latin litterarius ou de litteræ, signifiant « les belles-lettres ».

### Mouvement littéraire et courant littéraire
Le terme « mouvement littéraire » désigne un ensemble d'auteurs et d'œuvres présentant des traits communs affichés, inscrits dans des textes ayant une valeur de programme, voire de manifeste. Il peut s'agir d'une « école littéraire », avec sa doctrine, ses signes de ralliement, ses chefs de file. Un courant, sans former une école à proprement parler, offre une unité esthétique et idéologique forte. Il peut être identifié a posteriori comme le mot « classicisme » qui n'apparaît qu'en 1820 pour identifier un courant littéraire du XVIIe siècle.

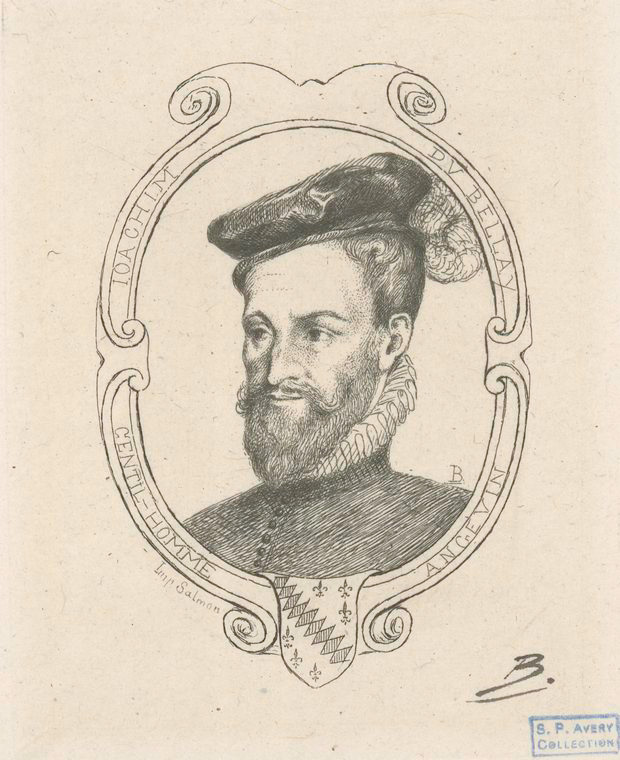
Portrait de Joachim Du Bellay

### Manifeste littéraire
Un manifeste est une déclaration écrite et publique par laquelle un courant artistique expose un programme d'action ou une position, le plus souvent politique ou esthétique. Toutefois, il est difficile de déterminer quel mouvement littéraire a produit le premier manifeste. En effet, La Défense et illustration de la langue française, un texte de théorie littéraire de la Renaissance écrit en 1549 par le poète français Joachim du Bellay, pourrait apparaître comme le premier manifeste.
Mais « Le manifeste du symbolisme » est un texte de théorie littéraire écrit par Jean Moréas paru le 18 septembre 1886 dans le supplément littéraire du Figaro. Il est considéré comme le premier manifeste en raison de son titre.

## Caractéristiques d'un mouvement littéraire

### Un regroupement d'écrivains
Un mouvement littéraire est dit « mouvement littéraire » lorsque de nouvelles idées sont rapportées par des théoriciens qui veulent transmettre leurs idées et les faire connaître. Un mouvement littéraire est un large groupe d'écrivains qui, à une époque donnée, sont réunis par un courant de pensées, c'est-à-dire par des tendances intellectuelles fortement caractérisées et qui produisent une analyse commune de la situation politique et artistique du moment. Un mouvement littéraire s'organise fréquemment autour d'une école, regroupement institutionnalisé d'écrivains, qui professent la même doctrine et qui proposent une poétique commune.
Par exemple, le cercle de Médan est un groupe d'écrivains qui se réunissent autour d’Émile Zola, où ils discutent art et littérature. Il apparaît très vite l’idée de produire des récits que l’on soumettra, à tour de rôle, au jugement de ses pairs.

### Influence
Le mouvement littéraire est lié en grande partie aux contextes historiques, sociaux, philosophiques, artistiques et culturels. Un mouvement littéraire s'inscrit dans une période de l'histoire où les artistes et les écrivains ont la même vision du monde s'inscrivant dans un environnement social et politique, chaque mouvement est la rupture du mouvement précédent.

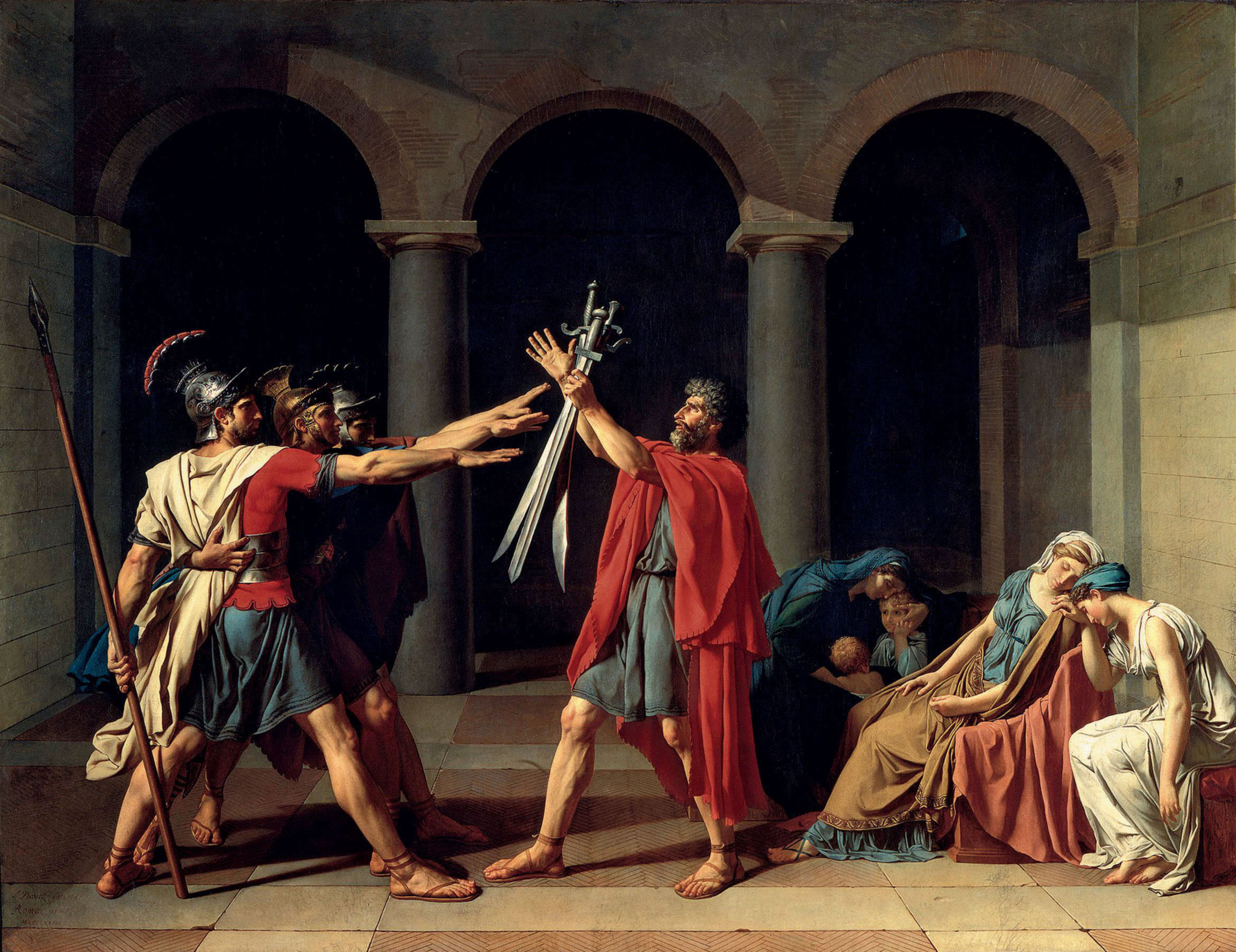
Le serment des Horaces, tableau du néoclassicisme

Par exemple, le romantisme est apparu vers le XVIIIe siècle en Allemagne, en Angleterre et aux États-Unis et vers le XIXe siècle, en France. Celui-ci a marqué la rupture du classicisme apparu vers le XVIIe siècle.
Les mouvements littéraires ont eu une grande influence sur l'époque dans laquelle ils sont apparus. Ces mouvements (comme notamment le classicisme) ont apporté à l'époque un effet de mode qui a déteint sur les
autres formes d'arts et sur la manière de penser des artistes.